# Erythrodiplax unimaculata
Erythrodiplax unimaculata ist eine Libellenart aus der Unterfamilie Sympetrinae. Nachgewiesen ist sie in Zentralamerika, auf den Westindischen Inseln, in Kolumbien, Ecuador, Peru, Venezuela, Guyana, Französisch-Guyana, Surinam, Paraguay, Bolivien sowie in den brasilianischen Bundesstaaten Amazonas, Mato Grosso, Pernambuco, Bahia, Rio de Janeiro und São Paulo. Die Larve ist derzeit noch nicht beschrieben.

## Merkmale
Ausgefärbte männliche Vertreter der Erythrodiplax unimaculata haben eine schwarze Grundfärbung und einen zwischen 19,5 und 23 Millimeter langen Hinterleib (Abdomen). Weibchen sind etwas kleiner und messen hier zwischen 19 und 21 Millimetern. Die Musterung des Hinterleibs ähnelt jener der Erythrodiplax fervida. Auf dem siebten Hinterleibssegment befinden sich seitlich Flecken, die sich aber nicht bis zum dorsalen Kiel erstrecken. Bei einigen Individuen gesellt sich dazu ein ausgeprägter gelber Fleck auf dem achten Segment. Zudem wirkt das Tier vom vierten bis zum siebten oder achten Segment leicht bestäubt. Die Hinterleibsanhänge sind hellbraun. Jungtiere sind noch bräunlich bis dunkelbraun gefärbt.
Im Bereich des Thorax herrscht bei Jungtieren noch gelb vor, das entlang der Falten mit dunkelbraunen bis bräunlich schwarzen Streifen überzogen ist. Später verschiebt sich der Akzent ins grünlich Braune oder Dunkelgrüne um schließlich schwarz zu werden. Nur jeweils ein Streifen auf den Thoraxseiten bleibt dann hell.
Auf den durchsichtigen Flügeln ist der Flügelansatz bei Jungtieren gelblich braun gefärbt, bei älteren Tieren schwarz. Im Vorderflügel ist der Fleck etwas kleiner als im Hinterflügel. Diese messen bei den Männchen zwischen 23 und 29 Millimetern und bei den Weibchen zwischen 19 und 21 Millimetern. Die Flügelmale sind bei beiden Geschlechtern durchschnittlich 3 Millimeter groß.
Bei ausgefärbten Individuen ist das Gesicht fast gänzlich schwarz und nur auf der Stirn verbleibt ein metallischer blauer Schleier, der bei jüngeren Tieren noch den Farbton der Stirn vorgibt. Dazu kommen bei Jungtieren gelbliche Bereiche seitlich der Augen.

## Ähnliche Arten
Am ähnlichsten sind der Erythrodiplax unimaculata, die Erythrodiplax fervida, Erythrodiplax ochracea, Erythrodiplax kimminsi und Erythrodiplax famula. Von den ersten beiden Arten kann die Art durch den metallisch blauen Farbton der Stirn unterschieden werden. Die Erythrodiplax famula kann durch die Größe des Flügelflecks unterschieden werden. Außerdem unterscheiden sich alle Arten in der Genitalstruktur.

## Belege
1. 1 2  Charles W. Heckman: Encyclopedia of South American Aquatic Insects: Odonata - Anisoptera. Springer Netherlands, 2006, ISBN 978-1-4020-4802-9, S. 259.
2. ↑  Garrison, Ellemrieder, Louton: Dragonfly Genera of the New World [S. 241f], The Johns Hopkins University Press, Baltimore 2006, ISBN 0801884462
3. 1 2 3 4  Donald Joyce Borror: A Revision of the Libelluline Genus Erythrodiplax (Odonata). The Ohio State University, Columbus 1942, S. 79ff.